# UME。
UME。（うめ、1984年5月4日 - ）は日本の歌手である。福島県二本松市出身。
TBS系列「オビラジR」の企画「今夜発売!オビミュージック」から音楽プロデューサーは、玉井健二のもとR and Cよりデビュー。

## ディスコグラフィー

### シングル
1. レッツ・ゴーコン大作戦（2007年4月18日）
  1. レッツ・ゴーコン大作戦～fulledition～
  2. レッツ・ゴーコン大作戦～クラヴ編～
  3. レッツ・ゴーコン大作戦～Original Karaoke～

ミュージック・ビデオにはオリエンタルラジオの藤森慎吾が出演